# Antoni Rurański
Antoni Rurański (ur. 10 maja 1911 w Hajdukach Wielkich, zm. 12 listopada 1970 w Chorzowie) – polski piłkarz występujący na pozycji obrońcy.
Rurański był wychowankiem Hallera Chorzów, z którego trafił w 1933 roku do Ruchu Chorzów. W „Niebieskich” zadebiutował 2 września 1934 roku w przegranym 2:1 meczu z Wisłą Kraków. Rurański trzykrotnie został w barwach Ruchu mistrzem Polski (1934, 1935, 1936, natomiast w sezonie 1937 zajął z drużyną trzecie miejsce w tabeli na zakończenie rozrywek ligowych. Dwa dni po wybuchu II wojny światowej niemieckie władze okupacyjne zlikwidowały Ruch, natomiast w listopadzie powołały w jego miejsce Bismarckhütter SV, w którym grała część przedwojennych piłkarzy klubu. Rurański reprezentował Bismarckhütter SV do 1941 roku. Po zakończeniu wojny wrócił na dwa sezony do Ruchu występującego wówczas w A klasie, po czym w latach 1948–1953 grał dla Beskidu Andrychów.

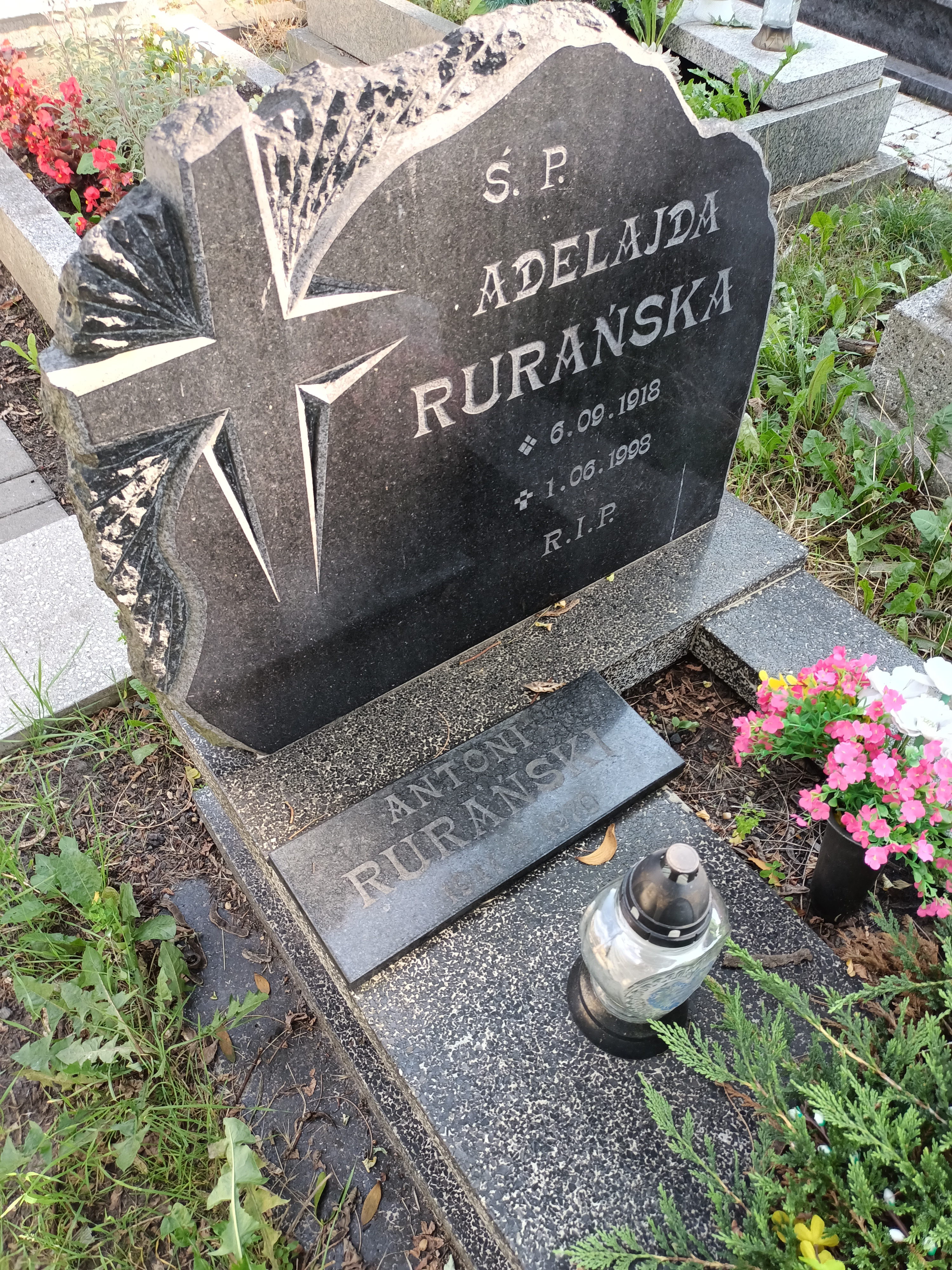
Grób Antoniego Rurańskiego

## Statystyki klubowe
| Sezon | Klub         | Liga   | Liga krajowa | Liga krajowa |
| ----- | ------------ | ------ | ------------ | ------------ |
| Sezon | Klub         | Liga   | Mecze        | Bramki       |
| 1933  | Ruch Chorzów | I Liga | 0            | 0            |
| 1934  | Ruch Chorzów | I Liga | 3            | 0            |
| 1935  | Ruch Chorzów | I Liga | 18           | 0            |
| 1936  | Ruch Chorzów | I Liga | 13           | 0            |
| 1937  | Ruch Chorzów | I Liga | 1            | 0            |
| 1938  | Ruch Chorzów | I Liga | 0            | 0            |
| 1939  | Ruch Chorzów | I Liga | 0            | 0            |
| Razem | Razem        | Razem  | 35           | 0            |

## Sukcesy

### Ruch Chorzów
- Mistrzostwo Polski (3 razy) w sezonach: 1933, 1934, 1935
- Trzecie miejsce w mistrzostwach Polski w sezonie 1937